# Delirio mesiánico

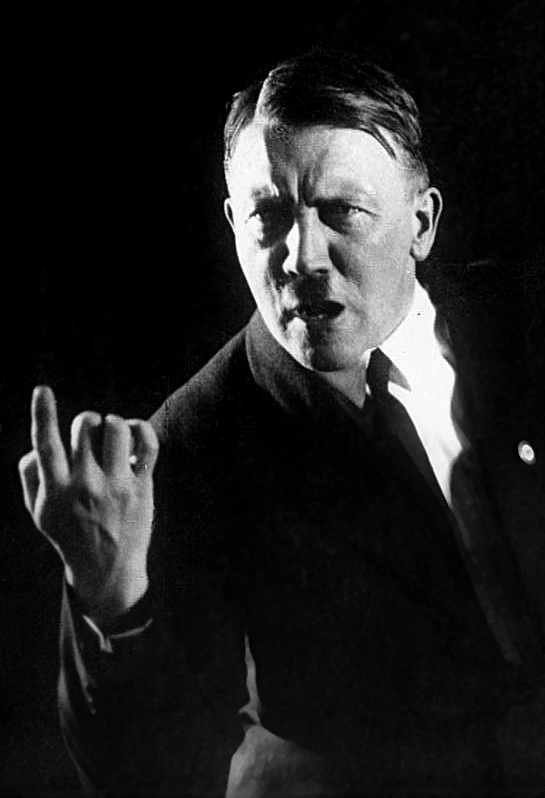
Un ejemplo de este fenómeno puede ser observado en Adolf Hitler, quien, a través de su ideología nazi, se autopercibió como un «mesías» predestinado para salvar a Alemania y a la humanidad.

El delirio místico mesiánico, también conocido como delirio mesiánico o psicosis mesiánica, constituye una forma de delirio clínico que se manifiesta de manera sistemática (sistema delirante) y se presenta como síntoma de una psicosis grave. Este fenómeno está asociado con la creencia de que el individuo es una figura predestinada a cumplir una misión trascendental, ya sea de carácter religioso, político o social, y con la percepción de ser el «salvador» de una situación o grupo determinado.
Este trastorno se caracteriza por un encadenamiento lógico que, en algunos casos, puede parecer congruente con el razonamiento normal, lo que permite que pase desapercibido en los primeros estadios del trastorno psicológico. Sin embargo, a medida que avanza, los signos del delirio mesiánico se hacen evidentes, especialmente cuando la persona asume responsabilidades de gran envergadura, como cargos políticos o de liderazgo, lo que puede desencadenar en situaciones de riesgo, como la delegación de poder sobre vidas humanas (por ejemplo, el complejo de Mesías o el complejo de Dios).
Un fenómeno comúnmente asociado a este delirio es la autoproclamación de la persona afectada como «Mesías» o «salvador», así como la visión de sí misma como elegida para una misión histórica de erradicar el mal. Estos individuos, a menudo con visiones de una misión divina o trascendental, tienden a deshumanizar a sus opositores, viéndolos como amenazas demoníacas o animales, lo cual facilita la justificación de la persecución y la violencia. Estos procesos cognitivos falaces, como la demonización de los enemigos, pueden ser observados en regímenes teocráticos o totalitarios.
El discurso mesiánico de Hitler giraba en torno a la restauración del Tercer Reich y la creación de un mundo nuevo a través de la «purificación racial», lo que lo convirtió en una figura central para su Partido Nazi. La ideología de Hitler fomentó la demonización de ciertos grupos, como los judíos, a quienes se les atribuyó la responsabilidad del mal en la sociedad, lo que facilitó la implementación de políticas genocidas durante el Holocausto.
Un ejemplo mediático de este fenómeno puede ser encontrado en el programa de televisión chileno Mea culpa, específicamente en el episodio titulado En Manos de Dios de su decimotercera temporada.